# 快楽亭ブラック (2代目)
二代目 快楽亭 ブラック（かいらくてい ブラック、1952年5月26日 - ）は、日本の落語家。本名∶福田 秀文。日本国籍。出囃子∶『青い眼の人形』。
初妻は日活ロマンポルノ女優・川口朱里（1979年結婚）、東京都町田市出身、堀越高校中退。

## 来歴・人物
好物は桃で、嫌いな物は乳製品。
立川談志の命により2代目快楽亭ブラックを襲名するまで、16回の改名をしたことでも知られている。しかし、借金が元で落語立川流Aコースを自主退会（破門は免れている）。2回の離婚を経験しており、娘と息子・孫が3人いる。
艶話や放送規制にかかるような不謹慎ネタを盛り込んだ新作を得意としている。そのため出入禁止になった寄席も数多い。だが決してキワモノ新作一辺倒という訳ではなく古典落語をきっちりと演じる技量も持ち合わせており、次の御用日では上方の船場言葉風の言葉を使っている。しかしながら、言葉のアクセント部分がずれている。
また落語家としての活動に加えて、映画監督・脚本家・映画俳優・映画評論家・風俗体験リポーターもこなす。

## 略歴
(出典)
東京都町田市生まれ。厚木基地所属・在日米軍兵士の父は朝鮮戦争出兵時に船中にて病死。以後は母子家庭で育つ。外見は父の血を濃く受け継いでいるが、英語は話せない。デパート店員の母が私立小学校に通わせてまで英語を習わせたが、習得することは出来なかった。松坂慶子は中野区立第三中学校時代の同級生。
- 1969年2月 - 七代目立川談志に入門。前座名、立川ワシントン。談志に入門した理由として本人は、当時落語協会会長であった六代目三遊亭圓生が会員の落語家に対して「弟子取り禁止」を通達しており、その意に反して弟子を受け入れていたのが談志だけだったためと語っている。
- 1972年
  - 破門。桂三枝門下に移籍し、ジョニー三ノ介の名前で漫談家として活動。
  - 桂三ノ介と改名。
- 1977年 - 桂三Qと改名。
- 1979年
  - 談志門下に戻る。
  - 11月 立川談トンと改名し、二ツ目昇進。
  - 立川カメレオンと改名。談志より「志ん生の改名記録（18回）を抜け！」という命令が下る。
- 1980年 - 立川レーガン（同年アメリカ大統領に当選したロナルド・レーガンに由来）と改名。
- 1981年4月 - 立川丹波守と改名。
- 1983年
  - 5月 - 談志に「ししょう」と呼ばせたいがために英国屋志笑と改名。
  - 談志一門が落語協会を脱会するが、協会のスパイとして残留を命じられ立川レフチェンコ（元KGBのスタニスラフ・レフチェンコに由来）と改名。その後小さんに除名されて本人も脱会した際に英国屋志笑に再改名したが、後に再び立川レフチェンコに戻している。
- 1984年
  - 立川世之介と改名。
  - 立川フルハムロード（三浦和義の経営していた輸入雑貨店に由来）に改名。後に一週間だけ立川世之介に戻る。
- 1985年 - 立川小錦（当時話題を呼んだ大相撲力士小錦に由来）に改名。
- 1986年 - 快楽亭セックス及び立川マーガレットに改名。
- 1989年 - 元号が昭和から平成になるに伴い立川平成と改名。なお、川嶋紀子婚約報道の渦中、渋谷ジァン・ジァンなどアンダーグラウンドな場では「立川紀子」を名乗っていた。
- 1990年 - 国立演芸場若手花形演芸大賞で金賞
- 1991年 - 国立演芸場花形演芸大賞金賞銀賞の集いで年間特別賞を受賞。
- 1992年9月 - 2代目快楽亭ブラックを襲名し真打昇進。
- 2000年 芸術祭優秀賞受賞。「英國密航」「道具屋」
- 2001年9月22日18時から浅草・東洋館で「24時間喋りっぱなし 快楽亭ブラック毒演会」を開催。2時間に10分の休みをはさみ、6時間4部構成で完演した。
- 2005年6月28日 - 落語立川流を自主退会[3]。談志は新聞に“事実上の除名”と説明。
- 2005年10月21日 - 心筋梗塞及び急性大動脈解離（解離性大動脈瘤） により緊急入院、手術。
- 2011年 - 名古屋の大須演芸場を拠点にする事を発表、楽屋に寝泊りする。
- 2014年2月3日 - 大須演芸場にて落語「お血脈」を口演中、同演芸場が家賃滞納のため強制執行されてしまい、それに伴い演芸場は同日をもって閉場となる。これにより活動拠点を再度東京に戻す。
- 2020年10月31日 - 元弟子とのトラブルで裁判沙汰となったことをきっかけに[4][5]、自主公演限定の高座名として「被告福田」を名乗る[6]。その後裁判が終了した2021年7月、元の2代目快楽亭ブラックに再改名した[7]。

## 得意演目
後述する「放送禁止ネタ」の他、歌舞伎に造詣が深いことから、芝居を題材にした演目を得意とする。演目のジャンルは古典落語、新作落語を問わず多岐にわたり、また、一時期、桂三枝（現、桂文枝）の弟子であったことから上方落語を口演することもある。

| - イメクラ五人廻し - 聖水番屋 - 英國密航 - オマン公社 - 『ぜんざい公社』の改作 - 川柳の芝浜 - 『芝浜』の改作 - SM幇間腹 - 紀州飛脚 - 七段目 | - 次の御用日 - 文七ぶっとい - マラなし芳一 - 四段目 - 淀五郎 ほか多数 |

### 放送禁止ネタ
「日本語がうまい外国人」といった評価しかされない時期が続いた。そのため、注目を集める目的で下ネタや差別、皇室などといったタブーを扱う落語を多く創作して演じた。その多くは純粋な新作落語ではなく古典落語や映画などを元にした改作である。
隠語に対して伏字や比喩・曖昧な言い回しを全くしないため、ネタの過激さや下品さについては群を抜いている。代表的な放送禁止ネタとしては以下のようなものがある。
- オマンコなどの卑語を使った破廉恥・猥褻なネタ。 - 『文七ぶっとい』『オマン公社』『マラなし芳一』など
- 皇室ネタ - 『道具屋　松竹編』『紀子ほめ』など
- 北朝鮮・韓国ネタ - 『朝鮮人の恩返し』『金田正太郎』など
- 政治家に対する暴言ネタ。
- 差別用語ネタ - 「“超”放送禁止落語界」の大喜利における発言が差別的であるとして立川志らくと共に部落解放同盟からの糾弾を受けたことがある。
- 元々古典落語として存在していたが、差別問題などから現在ほとんど演じられない作品 - 『せむし茶屋（卯の日参り - ウェイバックマシン（2004年9月21日アーカイブ分））』『紀州飛脚』など

以上のような芸風を問題とされて、出入り（出演）禁止となっている演芸場も数多い。

## 映画評論
日本映画通という肩書きで、映画評論家としても活躍。その守備範囲は歴史的な名作から低予算のピンク映画・アニメまで幅広い。英語が分からずに字幕を読むのが面倒との理由から洋画はまったく観ないと公言しているが、陰では観ている。映画作品を題材にした創作落語の独演会も行っている。
- 『TV Taro』「映画地獄平成放浪記」
- 『話のチャンネル』「日本映画に愛のグチと猛毒を」など。

## 映画出演
- 痴漢各駅停車おっさん何するんや （1978年、新東宝興業、稲尾実 監督）
- 戦争の犬たち （1980年、アサルトプロダクション、土方鉄人 監督）
- 日本発情列島 ONANIE百態（1992年8月8日、新東宝映画　深町章　監督）
- 不思議の国のゲイたち 第2話 映画の中心でアイを叫んだけだもの （1997年、ENKプロモーション、ソルボンヌK子 監督）
- 四谷怪談でござる （2005年、竹書房、快楽亭ブラック 監督・脚本） - 民谷伊右衛門 役

## テレビ出演
- おれは男だ! 第8話「剣道部レッツ・ゴー！」（1971年、日本テレビ / 松竹） - 吉川操の友人、チャック・ファスナー役 ※ 立川ワシントン名義で出演。

- お笑いスター誕生 グランプリシリーズ

（1981年、日本テレビ 4月25日・5月2日・9日・16日放送分）- ３週勝抜きで銅賞を獲得 ※ 立川レーガン時代に出場している。
- 激論!サンデーCROSS（2018年4月1日、TOKYO-MX TV）※ 福田秀文名義。

- ザ・ノンフィクション(2020年2月9日、フジテレビ) ※ 快楽亭ブラ坊の師匠として出演。

## 趣味
- 映画鑑賞　
劇場公開されるすべての邦画を観る。
- 歌舞伎鑑賞
歌舞伎界の交友関係も広く、市川左團次・市川男女蔵・中村勘九郎・中村七之助・市川右若らと交流がある。
- 競馬
競走馬「キョウトシチー」の一口馬主だったことがある。
- 温泉旅行
浅野靖典を「旅の師匠」と仰ぎ、各地を旅するのが趣味。東京・名古屋間の移動には新幹線を使わない主義で、青春18きっぷを使用して在来線で移動することが多い。福島県の北温泉など、ひなびた温泉を愛好する。

## 弟子
今現在現役落語家の弟子はいない。

### 元弟子

#### 立川流在籍時
ブラックの立川流退会に伴い、当時の弟子は下記それぞれの師匠に移籍した。その後はそれぞれ移籍先の亭号を名乗っている。
- 快楽亭ブラ房 - 立川談幸門下へ
- 快楽亭ブラ談次 - 立川左談次門下へ
- 快楽亭ブラ汁 - 立川志らく門下へ
- 快楽亭ブラッC - 立川談四楼門下へ（元は初代林家木久蔵門下）
- 快楽亭小ブラ - 四代目桂文字助門下へ

#### 独立後
- 快楽亭ブラ淋 - 破門され三代目山遊亭金太郎門下へ。
- 快楽亭ブラ之助
2009年4月入門。2010年5月破門。活を入れるために破門を言い渡したが、ブラ之助が額面通り受け取り、謝罪を行わなかったために正式に破門にせざるを得なかった。ブラックはブログで「本当に破門する気はなかった」と事後に示す。
- 快楽亭ブラ雲
2012年4月入門。同年12月31日初高座。当初「変態」と命名されたが、大須演芸場席亭夫人の要請により初高座を前に「ブラ雲」と改名。2015年3月12日、有末剛の命名により、恥くびに改名。[13]2015年7月24日、廃業。最終的には「恥くび」とされたが酒の席にてほとんど冗談での命名の為、活動期のほとんどの期間の名称の「ブラ雲」と記す。
- 快楽亭ブラ坊 - 2020年5月26日廃業。

## エピソード
- 自著「放送禁止落語大全(2)」によると、2005年にTBSラジオのラジオ番組「ブジオ!」にゲスト出演の直後に解離性大動脈瘤に襲われ倒れたが、救急車で病院に運ばれた際に番組パーソナリティの唐沢俊一が付き添っていた。また倒れた直後に番組アシスタントの小林麻耶に膝枕で介抱してもらっていた。
- 2007年4月の渋谷区長選挙にて、市民団体「オンブズマン渋谷行革110番」が擁立を一時検討したが、調整がつかず立ち消えとなったと報じられた。なお同団体はその後、宅八郎を擁立した。
- 長野市で小学校教師の傍ら40年以上アマチュア落語家として地元で幅広く活動する快楽亭狂志（本名：中村雅則[14]）の名づけ親である[15][16]。狂志の落語教室の教え子は、高座名に「快楽亭」を使って活動している。

## 著作リスト
- （立川平成名義。立川談之助と共著）『禁断のブラック・ギャグ - 超過激に笑っちゃう!』 ISBN 4584303223
- 『日本映画に愛の鞭とロウソクを - さらば愛しの名画座たち』 ISBN 4900779369
- 『快楽亭ブラックの放送禁止落語大全』 ISBN 4862480217
- 『快楽亭ブラックの放送禁止落語大全（2）』 ISBN 4862480985
- 『借金2000万円返済記』ISBN 978-4893086396
- 『歌舞伎はこう見ろ! - 椿説歌舞伎観劇談義』ISBN 978-4779115837
- 『立川談志の正体: 愛憎相克的落語家師弟論』ISBN 978-4779117572
- 共著 『Japanese Movie Posters: Yakuza, Monster, Pink, and Horror』 ISBN 0972312404 ISBN 0972312455

## 関連書籍
- 『突飛な芸人伝』（吉川潮著、2001年2月、新潮文庫) ISBN 9784101376226
- 『プロレス元気ですか！―プロレスファンよ感情武装せよ！〈ＰＡＲＴ２〉』（ターザン山本著、2002年12月、新紀元社）ISBN  9784775301128
- 『わが愛しの芸人たち』（吉川潮著、2003年12月、河出書房新社）ISBN 9784309015934
- 『落語はライブで聴こう』（八木忠栄著、2005年9月、新書館) ISBN 9784403210860
- 『快楽亭ブラックの毒落語』（平岡正明著、2009年9月、彩流社） ISBN 9784779114601
- 『名人宣言―落語家・快楽亭ブラックの本質』(越智多藁惠著、2012年2月、彩流社）ISBN 9784779117558
- 『ご勝手名人録―寄席を仰天させた１２人の破天荒者たち』（雷門獅篭著、2012年12月、ぶんか社）ISBN 9784821143481
- 『ハイそれまでョの世界 快楽亭ブラック舌禍裁判をめぐって』（九龍ジョー、文學界 2022年1月号）[17]

## CD
- 猛毒十八番 借金男1 「道具屋 松竹編」「イメクラ五人廻し」収録
- 猛毒十八番 借金男2 「文七ぶっとい」「一発のオ○○コ」収録
- 猛毒十八番 借金男3 「英國密航〜帝難河勢揃場/附析入り〜」「反対俥」収録
- 猛毒十八番 借金男4 「聖水番屋」「SM幇間腹」収録
- 猛毒十八番 借金男5 「カラオケ寄席」「川柳の芝浜」収録
- 猛毒十八番 借金男6 「お血脈」「次の御用日」収録
- 猛毒十八番 借金男7 （2006年7月） 「怪獣忠臣蔵」「マラなし芳一」収録
- 猛毒十八番 借金男8 （2006年9月） 「野ざらし」「朝鮮人の恩返し」収録
- 猛毒十八番 借金男9 （2006年10月） 「オマン公社」「人生劇場」収録
- 猛毒十八番 借金男10 （2006年12月） 「たがや」「目黒の秋刀魚」「味噌蔵」収録
- 猛毒十八番 リニューアル版 借金男2 (2008年11月)  「文七ぶっとい」「一発のオ○○コ」※2008年9月の別音源を収録
- ふたたび借金男1 （2007年2月） 「道具屋　松竹編」「イメクラ五人廻し」収録
- ふたたび借金男2 「紀子ほめ」「オナニー指南」「近日息子」収録
- ふたたび借金男3 （2007年7月） 「タイムヌードル」「ジャズ息子」「演歌息子」収録
- 成人落語アワー 下根多 (2008年2月)  「紀州飛脚」「艶笑小噺あれこれ」「抜けマラ」収録
- 成人落語アワー 續下根多 (2008年10月)  「蛙茶番」「七段目」収録
- 成人落語アワー 續々下根多 (2009年11月)  「七度狐」「開田乳房榎」収録
- 成人落語アワー 下根多4 （2010年1月） 「なめる」「短命」「買えん大根」収録
- 毒落語1 （2010年2月） 「お若伊之助」「文違い」収録
- 毒落語2 （2010年3月） 「金田正太郎」「四段目」収録
- 毒落語3 （2010年3月） 「井戸の茶碗」「お国なまり」収録
- 毒落語4 （2010年8月） 「五人廻し」「日本相撲一家」収録
- 毒落語5 （2010年11月） 「権助魚」「全女番」収録
- 毒落語6 （2011年7月） 「一眼国」「駒長SM変」収録
- 毒落語7 （2011年10月） 「雛鍔」「付き馬」収録
- 毒落語8 （2011年12月） 「皇室アルバム」「三味線栗毛」収録
- 毒落語9 （2012年12月） 「押しくら」「不孝者」収録
- 名人宣言1 （2012年7月） 「真田小僧」「柳田格之進」収録
- 名人宣言2 （2013年3月） 「蒟蒻問答」「猿後家」収録
- 名人宣言3 （2013年3月） 「夢金」「淀五郎」収録

- 山田洋次寄席 快楽亭ブラック・プレゼンツ （2007年5月） 「まむし」「目玉（柳家花緑）」および山田洋次・玉置宏との鼎談を収録
- 恐怖奇形人間 （2008年5月） 「せむし茶屋」「ふたなり」「快楽亭ブラック歌謡コンサート」収録
- 第14回新宿亭砥寄席『快楽亭ブラック独演会』 (2012年1月） 「談志が死んだ」「聖水番屋」収録
- お年玉 （2012年12月） 「羽団扇」「ぞろぞろ」収録

### プライベート盤
ジャケットなしのCD-R盤で、正規盤の別テイクとして位置づけられている。
- マル禁 「地獄八景金大中の戯れ」「放禁百川」収録
- 川柳・ブラック偽親子会 「川柳の芝浜」「ジャズ息子（川柳川柳）」「演歌息子」収録
- マル禁2 （2010年8月） 「転校せえ!」「艶笑小噺集」収録
- マル禁3 （2011年7月） 「立川談志の正体」「キウイ調べ」収録
- マル禁4 （2012年7月） 「金正日と談志が死んだ」「胡桃の悔やみ」収録
- マル禁5 （2012年11月） 「死神」「死ぬなら今」収録
- ブラック・馬るこ二人会 （2013年5月） 「死神（鈴々舎馬るこ）」「お血脈」収録
- マル禁6 （2013年8月） 「大本営八俵　極右漫談」「三軒長屋」収録

## DVD
- 快楽亭ブラック 大迷人（2008年） 「次の御用日」「権助魚」「英國密航」収録
- 快楽亭ブラック 猥褻犯（2008年） 「山田洋次作・まむし」「人性劇場」「聖水番屋」収録
- 快楽亭ブラック 不敬罪（2008年） 「オナニー指南」「オマン公社」「イメクラ五人廻し」収録
- 快楽亭ブラック 破廉恥（2008年） 「川柳の芝浜」「カラオケ寄席」「一発のオ○ンコ」収録
- 快楽亭ブラック 非国民（2008年） 「道具屋・松竹篇」「紀子ほめ」「マラなし芳一」収録
- 快楽亭ブラック 放禁王（2009年） 「全女番」「紀州飛脚」「文七ぶっとい」収録
- 快楽亭ブラック 大変態（2009年） 「蛙茶番」「野ざらし」「SM幇間腹」収録
- 快楽亭ブラック 不発弾（2009年） 「お血脈」「たがや」「反対俥」収録
- 快楽亭ブラック 交尾期（2010年） 「目黒の秋刀魚」「怪獣忠臣蔵」「タイムヌードル」収録
- 快楽亭ブラック 埋蔵金（2010年） 「せむし茶屋」「朝鮮人の恩返し」「川柳川柳のジャズ息子」「演歌息子」収録